# کریستینا نیلسن
کریستینا نیلسن (متولد ۱۰ ژانویه ۱۹۹۲ در هورشولم، دانمارک) یک راننده مسابقه ای اهل دانمارک است کریستینا اولین راننده زنی است که عنوان قهرمانی مسابقات ایمسا را به دست آورده است.  او دختر راننده، لارس-اریک نیلسن است که در ۲۴ ساعت لمانز در دهه ۲۰۰۰ مسابقه میداد.

## حرفه مسابقه ای

### کارتینگ
نیلسن کار کارتینگ خود را در سال ۲۰۰۷ آغاز کرد. پس از چند سال کارتینگ، در سال ۲۰۱۰ به مسابقات فرمول فورد روی آورد.
‌
پس از کارتینگ از سال ۲۰۰۷ تا ۲۰۰۹، نیلسن اولین مسابقه اتومبیلرانی فرمول فورد خود را در سال ۲۰۱۰ در مسابقات قهرمانی فرمول فورد دانمارک انجام داد که در  پایان فصل در جایگاه نهم قرار گرفت.
نیلسن پس از دو بار حضور در آداک فرمول مسترز در سال ۲۰۱۰، یک فصل کامل را در سال ۲۰۱۱ انجام داد.

### مسابقات جی تی
برای سال ۲۰۱۲، نیلسن به مسابقات قهرمانی پورشه کررا آلمان در کلاس بی رفت.  او فصل را در رده پنجم در این کلاس به پایان رساند.
در سال ۲۰۱۳، نیلسن به مسابقات اداک جی تی مسترز پیوست.  در سال ۲۰۱۴، نیلسن در مسابقات قهرمانی یونایتد اسپورت به تیم ان‌جی‌تی موتوراسپورت پیوست.
در سال ۲۰۱۵ در دومین فصل خود مسابقات ایمسا، نیلسن با همکاری کونو ویتمر و جیمز دیویسون، در کلاس جی تی دیتونا مسابقات قهرمانی خودروهای ورزشی ایمسا با یک استون مارتین ونتیج حضور داشت که با چهار رده دومی و یک رده سومی و تنها با دو امتیاز کمتر از بیل سویدلر به مقام نایب قهرمانی رسید.
نیلسن در مسابقات ایمسا در سال ۲۰۱۶ ادامه داد و به تیم اسکودریا کورسا پیوست تا در کنار الساندرو بالزان با یک فراری در کلاس جی تی دیتونا رانندگی کند.
او با جف سگال به عنوان راننده سوم برنده مسابقه ۱۲ ساعت سیبرینگ شد.  
با یک پیروزی دیگر در مسابقه ۶ ساعت واتکینز گلن و چهار سکوی دیگر در طول فصل، نیلسن و بالزان در سال ۲۰۱۶ قهرمانی سری مسابقات ایمسا را با مجموع ۲۹۹ امتیاز در سال به دست آوردند و بدین ترتیب نیلسن اولین زنی بود که موفق به کسب قهرمانی یک جایزه بزرگ شد.

## نتایج مسابقات

### مسابقه ۲۴ ساعت لمانز
| سال  | تیم            | هم تیمی                    | خودرو                 | کلاس            | دور ها | Pos.  | Class Pos. |
| ---- | -------------- | -------------------------- | --------------------- | --------------- | ------ | ----- | ---------- |
| ۲۰۱۶ | ای اف کورسا    | جانی لائورسن میکل مک       | فراری ۴۸۸ ایتالیا GTC | جی تی ای آماتور | ۳۱۹    | ۳۵ ام | ۶ ام       |
| ۲۰۱۷ | اسکودریا کورسا | آلساندرو بالزان برت کورتیس | فراری ۴۸۸ جی تی ای    | جی تی ای آماتور | ۳۱۴    | ۴۴ ام | ۱۴ ام      |
| ۲۰۱۸ | Ebimotors      | فابیو بابینی اریک ماریس    | پورشه ۹۱۱ ار اس ار    | جی تی ای آماتور | ۳۳۲    | ۳۱ ام | ۶ ام       |

### مسابقه ۲۴ ساعت نوربرگ‌رینگ
| سال  | تیم       | هم تیمی                         | خودرو                    | کلاس  | دور ها | Ovr. Pos. | Class Pos. |
| ---- | --------- | ------------------------------- | ------------------------ | ----- | ------ | --------- | ---------- |
| ۲۰۲۲ | WS Racing | پیپال من Célia Martin کری شرینر | آئودی آر ۸ لمانز جی تی ۴ | اس‌پی۸ | ۵۲     | ۴۵ ام     | اول        |

### مسابقات جهانی استقامتی
| سال  | تیم        | کلاس                  | خودرو              | موتور                         | 1                      | 2                   | 3     | 4     | 5    | 6     | جایگاه | امتیازات |
| ---- | ---------- | --------------------- | ------------------ | ----------------------------- | ---------------------- | ------------------- | ----- | ----- | ---- | ----- | ------ | -------- |
| ۲۰۲۱ | آیرون دیمز | لمانز جی تی ای آماتور | فراری ۴۸۸ جی تی ای | Ferrari F154CB 3.9 L Turbo V8 | ۱۰۰۰ مایل سیبرینگ ۲۰۲۲ | ۶ ساعت اسپا ۲۰۲۲ 10 | لمانز | مونزا | فوجی | بحرین | ۲۷ ام  | 1        |